# Удово
Удово (мкд. Удово, тур. Udova) је насеље у Северној Македонији, у југоисточном делу државе. Удово је насеље у оквиру општине Валандово.

## Географија
Удово је смештено у југоисточном делу Северне Македоније. Од најближег града, Валандова, село је удаљено 10 km западно.
Село Удово се налази у историјској области Бојмија. Село је положено у долини Вардара, на приближно 60 метара надморске висине. Околина насеља је на равничарска и плодно пољопривредно подручје,
Месна клима је измењена континентална са значајним утицајем Егејског мора (жарка лета).

## Историја
У Удову је на Велики петак 1915. године бугарска војска убила 261 војника, а 87 је рањено. Од убијених војника многи су заклани. Након завршетка Првог светског рата подигнута је спомен костурница у Удову. До изградње костурнице постојало је поред жељезничке станице гробље погинулих грађана и војника.
У Удову је важна жељезничка станица на прузи Солун-Скопље. Ту су у међуратном периоду, убачени бугарски терористи чинили диверзије и атентате. Гинули су и рањавани невини људи, изазиване жељезничке несреће и пожари.
Место је веома страдало у великом земљотресу који се догодио 8. марта 1931. године. По извештају из дневних новина: "Удово је скоро сасвим порушено, тако да у њему нема више ниједне куће неоштећене. Станица (жељезничка) је такође порушена, а становништво и чиновници смештени у вагоне. Падала је киша са хладним ветром." У Удову су били најјачи удари земљотреса а тешко је повређено троје деце среског служитеља.
Две године након катастрофе Удово се препородило. Од малог сеоцета са неколико кућа, крајем 1932. године ту је било двадесетак нових и лепих кућа и више јавних здања. Тако су трошком државе изграђени по урбанистичком плану: модерна жељезничка станица, зграда општинског суда, основна школа, пошта, кафане, ресторација, трговачке радње. Нови земљотрес само је на кратко уздрмао 16. јануара 1933. године, Удово и Валандово.

## Становништво
Удово је према последњем попису из 2002. године имало 851 становника, а 1994. 883 становника.
| Националност | Становника |
| Македонци    | 838        |
| Албанци      | 0          |
| Турци        | 7          |
| Роми         | 0          |
| Цинцари      | 0          |
| Срби         | 2          |
| остали       | 4          |

Претежна вероисповест месног становништва је православље.